# Селвесборг
Селвесборг (швед. Sölvesborg) град је у регији Блекинге, Шведска. Има 7.858 становника.